# 2-aminobutaan
2-aminobutaan of sec-butylamine is een kleurloze vloeistof met een sterke visgeur (ammoniakgeur). Het is een primair amine met een asymmetrisch koolstofatoom en bestaat daarom in twee optische isomeren. Het komt samen met een aantal andere primaire en secundaire amines voor in de schil en het sap van citrusvruchten.
2-aminobutaan is een van de vier isomerische amines van butaan; de andere zijn n-butylamine, tert-butylamine en isobutylamine.

## Toepassing
2-aminobutaan werd gebruikt als fungicide, meer bepaald voor de bescherming tegen schimmels van fruit en aardappelen na de oogst. De fungicidewerking op citrusvruchten werd in 1962 ontdekt. Commercieel werd de stof pas vanaf 1972 gebruikt, toen het in de Verenigde Staten werd toegelaten. Merknamen van producten met 2-aminobutaan waren onder andere Frucote, Freshgard, Tutane Carbonated en Deccotane.
Naast citrusvruchten werd de stof ook toegepast op appelen, peren, perziken en bananen. De toepassing gebeurde door onderdompeling van de vruchten of door verstuiving van het product over de vruchten. Het werd ook toegepast via fumigatie, ook op pootaardappelen.
Het gebruik als fungicide is inmiddels niet meer toegelaten. Alle registraties in de Verenigde Staten zijn ingetrokken, en ook in de Europese Unie is het product niet meer toegelaten sedert 2003. De toelatingen moesten ten laatste op 25 juli 2003 ingetrokken worden. Enkel het Verenigd Koninkrijk en Ierland kregen hierop een uitzondering; daar werd het 'essentieel gebruik' als fungicide voor de bewaring van opgeslagen pootaardappelen nog toegelaten tot ten laatste 31 december 2007.
2-aminobutaan wordt ook in kleine hoeveelheden (enkele ppm) toegevoegd als geur- en/of smaakstof in sommige voedingswaren (kaas, zuivelproducten, fruit, vlees of graanproducten).

## Toxicologie en veiligheid
De stof is een zwakke base. Ze reageert met sterk oxiderende stoffen en sterke zuren; ze tast tin, aluminium en sommige staalsoorten aan. De damp is zwaarder dan lucht en zeer ontvlambaar.
De stof is corrosief voor de ogen, de huid en de luchtwegen. Herhaald of langdurig huidcontact kan huidontsteking veroorzaken.